# 阿拉米斯·纳格利奇
阿拉米斯·纳格利奇（1965年8月28日—），克罗地亚男子篮球运动员。他曾代表克罗地亚国家队参加1992年夏季奥林匹克运动会篮球比赛，获得一枚银牌。